# Euphorbia ugandensis
Euphorbia ugandensis es una especie de planta suculenta perennifolia fanerógama de la familia de las euforbiáceas. Es endémica del sur de Sudáfrica. Generalmente arbustiva y alcanza un tamaño de 1-3 m de altura. Es leñosa en la base y sus las ramas en verticilos de ± 5, a menudo teñidas de rojo. Sus hojas hojas son subsésiles y lanceoladas, de 11x3 cm, y se estrechan en un pecíolo muy corto aplanado.

## Ecología
Se encuentra en los claros del bosque, a menudo en situaciones de humedad de la zona; con bambú; a una altitud de 1980-3350 metros.

## Taxonomía
Euphorbia ugandensis fue descrita por Pax & K.Hoffm. y publicado en Botanische Jahrbücher für Systematik, Pflanzengeschichte und Pflanzengeographie 45: 240. 1910.
Etimología
Ver: Euphorbia
ugandensis: epíteto geográfico que alude a su localización en Uganda.